# Pavel Mareš
Pavel Mareš (Zlín, 18 de Janeiro de 1976) é um ex-futebolista tcheco que atuava como lateral-esquerdo.

## Carreira
Mareš jogou pela Seleção Tcheca na Euro 2004 e na copa do mundo 2006 Considerado um clássico, lateral-esquerdo defensivo.
Se destacou pele zenit da rússia onde atuou por quatro temporadas.
Se aposentou na temporada 2009/2010 quando atuava pelo Viktoria Zizkov da republica tcheca.